# Сеганти, Паоло
Паоло Сеганти (итал. Paolo Seganti; род. 20 мая 1965, Роверето, Италия) — итальянский актёр и фотомодель, известный по роли Ларго Винча в одноимённом сериале.

## Биография
Паоло оставил семью, в которой помимо него было ещё четверо братьев, в четырнадцать лет и перепробовал множество различной работы, был моряком, затем занялся боксом. Из 42 матчей он проиграл только два, 38 выиграл, и два свёл вничью. В это же время он выиграл чемпионат Италии среди юниоров и оставался чемпионом в течение трёх лет.
Когда Сеганти переехал в США, его заметили и предложили работу фотомодели. С этого момента началась модельная карьера актёра, он представлял знаменитые модели Chanel, Calvin Klein, Lanvin, YSL одновременно занимаясь актёрским мастерством.
В 1993 году Паоло получил роль Дэмиана Гримальди в знаменитой мыльной опере «Пока стоит мир», где отыграл три года, а затем ушёл в поисках других предложений в большом кино, дебют в котором состоялся только в 1996 году в эпизодической роли в ситкоме «Няня», после которой последовала более серьёзная роль в фильме Вуди Алена «Все говорят, что я люблю тебя».

## Личная жизнь
Жену актёра зовут Шарлотта Чанг, она модель и актриса. Их дочка Стелла родилась в 1999 году, а сын в октябре 2001 года.